# Syngonanthus pauciflorus
Syngonanthus pauciflorus är en gräsväxtart som beskrevs av Silveira. Syngonanthus pauciflorus ingår i släktet Syngonanthus och familjen Eriocaulaceae. Inga underarter finns listade i Catalogue of Life.